# Brigade Charles Martel
La brigade de marche Charles Martel est une unité de la Résistance militaire française pendant la Seconde Guerre mondiale.

## Création
Le colonel Raymond Chomel, chef d'état-major de la 9e division militaire de l'Armée d'armistice, est chargé, après la dissolution de cette dernière par les Allemands en novembre 1942, de la liquidation des unités de sa division. Il en profite pour entrainer des officiers et des soldats de la division à constituer avec lui une unité de combat secrète, armée grâce aux dépôts  d'armes clandestins de l'ancienne armée française puis aux équipements parachutés par les Alliés. Le colonel Chomel entre dans l'Organisation de résistance de l'armée (ORA) et passe au début de 1944 dans la clandestinité, sous le pseudonyme de Charles Martel. Au débarquement de Normandie, son unité clandestine, constituée en brigade de marche, est prête à passer à l'action.

## Organisation initiale
La brigade, portant le nom de clandestinité de son chef, comprend initialement trois unités :
- 32e demi-brigade (à partir du 32e régiment d'infanterie), commandant Costantini (Épernon), Saint-Cyr 23-25[2]
- 27e demi-brigade (à partir du 27e RI), commandant Fox (Lenoir), Saint-Cyr 24-26
- brigade Carol, commandant Jean Costa de Beauregard (Carol), Saint-Cyr 23-25, devenant ensuite le 17e bataillon de chasseurs à pied[3].

En août 1944, le colonel Chomel obtient le ralliement à l'ORA d'une partie du Premier régiment de France, unique unité militaire vichyste, fortement entraînée et armée : l'escadron monté du 3e bataillon, et le 1er bataillon, stationné au Blanc, rejoignent la brigade Charles Martel, constituant au 24 août 1944 le :
- Groupement d'escadrons Calvel, devenant ensuite le 8e régiment de cuirassiers, commandants Calvel puis de Beaumont.

Les effectifs de la brigade Charles Martel sont alors de 2 350 hommes dont une centaine d'officiers de carrière.
Pendant les opérations menées en août et début septembre 1944 contre les colonnes allemandes en repli, la brigade comprend six bataillons :
- Bataillon d'Épernon
- Bataillon Lenoir
- Bataillon Carol
- Groupement d'escadrons Calvel
- Bataillon Marceau
- Bataillon Kerlinion
- Bataillon Médard.

## Historique

### Premières opérations dans le Berry
Suivant les instructions de l'ORA, la brigade Charles Martel effectue à partir du 6 juin 1944 des opérations de sabotage  et monte des embuscades contre les forces allemandes d'occupation et les unités combattantes rejoignant le front normand. Initialement, les axes routiers sont systématiquement barrés puis des embuscades sont montées sur les principaux carrefours, avec des moyens motorisés permettant des décrochages rapides. En juin, un combat à Scoury permet au bataillon Moreau de faire ses premiers prisonniers. Les combats se développent en juillet, ainsi le 10 à Lignac et Clavières, les 23 et 24 dans la forêt de Preuilly-sur-Claise (maquis Carol et Épernon). Le 13 août, l'état de guérilla généralisée est déclenché par l'ORA. La brigade Charles Martel harcèle quotidiennement la colonne Täglishbeck, forte de 10 000 hommes, partie du Centre-Ouest de la France pour rejoindre la frontière allemande. Au combat du Liège, cinq soldats du maquis d'Épernon, faits prisonniers, sont fusillés. À celui d'Écueillé, le 25 août, le 1er escadron du 8e cuirassiers (capitaine Collomb) obtient la reddition d'un groupe d'artillerie ; la brigade a quatre tués, l'ennemi en a 38 et 40 sont faits prisonniers ; cinq canons de 88 mm sont récupérés, qui serviront à Saint-Nazaire. Le 28, un combat de plusieurs heures a lieu à Saint-Hippolyte, un autre le même jour à La Perruche, un autre le 1er septembre à Chaumussay.

### Combats contre la colonne Elster
Suivant la colonne Täglisbeck, une autre colonne de marche allemande, composée de 25 000 hommes de différentes unités, commandée par le général Elster, part de Libourne le 21 août pour se replier sur la frontière allemande. La colonne est fortement armée mais très lente faute de moyens motorisés suffisants. L'absence de soutien aérien l'oblige à se disperser sur de nombreuses petites routes. Elle va être continuellement harcelée par tous les maquis en action sur son parcours. Son avant-garde entre le 1er septembre dans le secteur d'intervention de la brigade Charles Martel qui va désormais l'attaquer en permanence. Des combats ont lieu le 5 septembre à Villejésus, au moulin de Brochand et à Subtray, le 6 à Lignières. Le colonel Chomel dispose à partir du 3 septembre de moyens radio qui lui permettent de coordonner des attaques aériennes américaines et anglaises. La colonne Elster a désormais les plus grandes difficultés à franchir les rivières et ne peut avancer que la nuit. Sa progression se ralentit encore et ses pertes deviennent de plus en plus importantes. Le 6 septembre, la brigade combat de nouveau la tête de la colonne à Lignières.
Le colonel Chomel, informé que le général Elster craint d'être désormais acculé à se rendre, lui envoie deux officiers, qu'il accepte de recevoir à son poste de commandement au château du duc de Maillé à Châteauneuf-sur-Cher. Un protocole est préparé. Le 9 septembre, le commandant de l'avant-garde de la colonne est tué et le chef d'état-major du général est fait prisonnier. Dans la nuit du 9 au 10 septembre, la colonne lance un violent combat de plusieurs heures pour forcer le passage de la Loire au pont de Decize mais n'y parvient pas. Au matin du 10, des officiers de la brigade Charles Martel conduisent le général Elster à la sous-préfecture d'Issoudun où les négociations reprennent. Le général signe en fin d'après-midi, en présence du colonel Chomel, sa reddition devant l'armée américaine, seule reconnue par les Allemands comme armée régulière. Le lendemain 11, la reddition est confirmée devant la Résistance à la mairie d'Arçay. Le 16, les honneurs militaires sont rendus à la colonne au pont de Beaugency puis le général Elster remet son pistolet et est fait prisonnier avec les 19 000 hommes qui lui restent.
Pendant ces combats du Berry, la brigade Charles Martel a eu 74 morts et 68 blessés, l'ennemi 800 tués, 1 500 blessés et 200 prisonniers, 110 camions et 14 canons pris ou détruits.

### Reddition de la poche de Saint-Nazaire
La brigade Charles Martel est regroupée et mise au repos. Elle est ensuite envoyée sur le front de la poche de Saint-Nazaire. Le colonel Chomel, 49 ans, est nommé commandant des Forces françaises de Loire-Inférieure (FFLI) qui regroupent, outre la brigade Charles Martel, les bataillons FFI de Loire-Inférieure, du Loiret, de Maine-et-Loire et d'Ille-et-Vilaine. Il est promu général de brigade en décembre. 
La brigade Charles Martel, qui compte 2 552 hommes au 1er octobre 1944, arrive sur le front de Saint-Nazaire à partir du 11 novembre, sous le commandement du colonel Ghislain. Son organisation reste assez proche de celle qu'elle avait dans les maquis du Berry :
- La 32e demi-brigade, dite brigade Épernon, lieutenant-colonel Costantini, redevient le 15 octobre 1944 le 32e régiment d'infanterie, avec deux bataillons, le I/32e, capitaine puis commandant Raoul Vialle, et le II/32e, commandant Gabriel Robillard. Le régiment aura 79 tués pendant les opérations de la poche.
- La 27e demi-brigade d'infanterie, lieutenant colonel Fox, redevient le 27e régiment d'infanterie de ligne. Le régiment compte 648 hommes au 20 décembre 1944, avec deux bataillons, le I/27e, commandant Moreau, et le II/27e, capitaine puis commandant Husband (Jean-Marie).
- Le 17e bataillon de chasseurs à pied, dit bataillon Carol, commandant Costa de Beauregard, qui rejoindra le 7 mars la 4e demi-brigade de chasseurs à pied nouvellement formée, lieutenant-colonel Petit
- Le 8e régiment de cuirassiers, commandants Calvel puis de Beaumont, avec quatre puis cinq escadrons :
  - 1er escadron, capitaine Collomb
  - 2e escadron, lieutenants Delong puis Pierre Guény (dit Capitaine Gervais dans la résistance)
  - 3e escadron, lieutenant Sappey
  - 4e escadron, lieutenant Mazarguil
  - 5e escadron (à partir du 1er avril 1945), capitaines Trastour puis de Montesquiou
- Batterie Koch, versée ensuite au 20e régiment d'artillerie créé le 15 décembre 1944
- Escadron du train, commandant Laroche
- Compagnie de transport, capitaine Brault.

La brigade Charles Martel est transformée en 25e division d'infanterie, dont elle va constituer le noyau.
Lorsque le général de Gaulle, président du Gouvernement provisoire de la République, entouré du général Chomel et du commissaire de la République Michel Debré, remet le 14 janvier 1945 la croix de la Libération à la ville de Nantes, les honneurs sont rendus par le 32e RI, commandé par le lieutenant-colonel Costantini. Le 25 janvier 1945, les bataillons FFI des départements de l'Ouest sont dissous et leurs personnels progressivement versés dans la 25e DI, qui regroupe 16 383 hommes début avril.
Lorsque la brigade Charles Martel arrive au front, les forces allemandes n'ont plus les moyens de lancer des offensives ni de tenter une sortie en masse. Du côté français, les équipements ne permettent pas d'attaquer en force les fortifications considérables mises en place par l'armée allemande. Les combats, qui sont quotidiens, se poursuivent sous forme de part et d'autre de tirs d'artillerie, d'embuscades, d'escarmouches et de commandos d'infiltration, souvent couteux en hommes.
La reddition de la poche de Saint-Nazaire, inévitable avec la capitulation générale des armées allemandes, est signée le 8 mai 1945 à Cordemais, le colonel Chomel étant représenté aux négociations par le capitaine Delpèche. La cérémonie de reddition a lieu le 11 mai à Bouvron, devant le général américain Kramer, avec à ses côtés le général Chomel et ses officiers. Les honneurs militaires sont rendus du côté français par un escadron du 8e cuir commandé par le capitaine Trastour.
Après la guerre, la brigade Charles Martel n'a plus de raison d'être spécifique et ses éléments sont intégrés définitivement dans la 25e DI ; ainsi, le détachement de transmissions de la brigade, créé en août 1944, devient la 80e compagnie de transmissions de la 25e DI.